# Fianoniella opaca
Fianoniella opaca är en stekelart som först beskrevs av Henry Keith Townes, Jr. 1983.  Fianoniella opaca ingår i släktet Fianoniella och familjen brokparasitsteklar. Inga underarter finns listade i Catalogue of Life.